# Krekla
Krekla (norwegisch für Gekrümmter Baum) ist ein 1210 m hoher Berg im ostantarktischen Königin-Maud-Land. Er ragt im Zentrum des Gebirges Sør Rondane auf.
Wissenschaftler des Norwegischen Polarinstituts benannten ihn 1988.